# Enrique I de Sajonia
Enrique I, llamado el Pajarero (en alemán: Heinrich der Vogler; c. 876-2 de julio de 936), hijo de Otón I de Sajonia y padre de Otón I del Sacro Imperio Romano Germánico y de Enrique I, duque de Baviera, fue duque de Sajonia a partir de 912 y rey de los Francos Orientales desde 919 hasta su muerte. Primero de la dinastía otoniana de reyes y emperadores alemanes, es generalmente considerado como el fundador y primer rey del Estado alemán medieval, conocido hasta entonces como Francia Orientalis. Un ávido cazador, obtuvo el sobrenombre de «el Pajarero» porque se dice que estaba fijando sus redes de caza de aves cuando los mensajeros llegaron a informarle de que iba a ser rey.
Cuando las repetidas invasiones húngaras y la debilidad del último reino carolingio sacudieron al Imperio franco oriental a principios del siglo X, Enrique logró establecer una posición de liderazgo en Sajonia a través de inteligentes conexiones matrimoniales. Para ello, aprovechó el hecho de que las disputas nobles entre las poderosas familias aristocráticas por la supremacía en las distintas áreas tribales del Imperio franco oriental llevaron a la creación de potencias medias regionales, los posteriores ducados. A diferencia de su predecesor Conrado I, Enrique, como rey de los francos orientales, ya no intentó gobernar todo el Imperio. Más bien, consolidó su dominio sobre los duques francos orientales, los duces, a través de alianzas de amistad y una renuncia de gran alcance al ejercicio del poder fuera de las estructuras establecidas pero inestables. Después de una tregua de nueve años, que aprovechó para desarrollar amplias medidas defensivas, logró una victoria en 933 contra los húngaros, que durante mucho tiempo habían sido considerados invencibles. A diferencia de la práctica carolingia de sus predecesores, el Imperio ya no se dividió después de su muerte, sino que pasó a su hijo mayor de su segundo matrimonio, Otón, mientras que el hijo mayor, Thankmar, fue ignorado.
La época de Enrique I fue una de las más pobres en cuanto a fuentes de toda la Edad Media y europea. Las obras históricas otonianas, que fueron escritas décadas después de su muerte, rinden especial homenaje a la unificación y pacificación del Imperio por parte de Enrique, tanto interna como externamente. Durante mucho tiempo, Enrique fue considerado el primer rey "alemán" del "Imperio alemán". Sólo en la investigación moderna se impuso la opinión de que el Imperio Alemán no se creó mediante un acto, sino más bien como un proceso a largo plazo. Sin embargo, Enrique sigue desempeñando un papel crucial en la historia de la formación del territorio alemán.

## Ascenso al trono

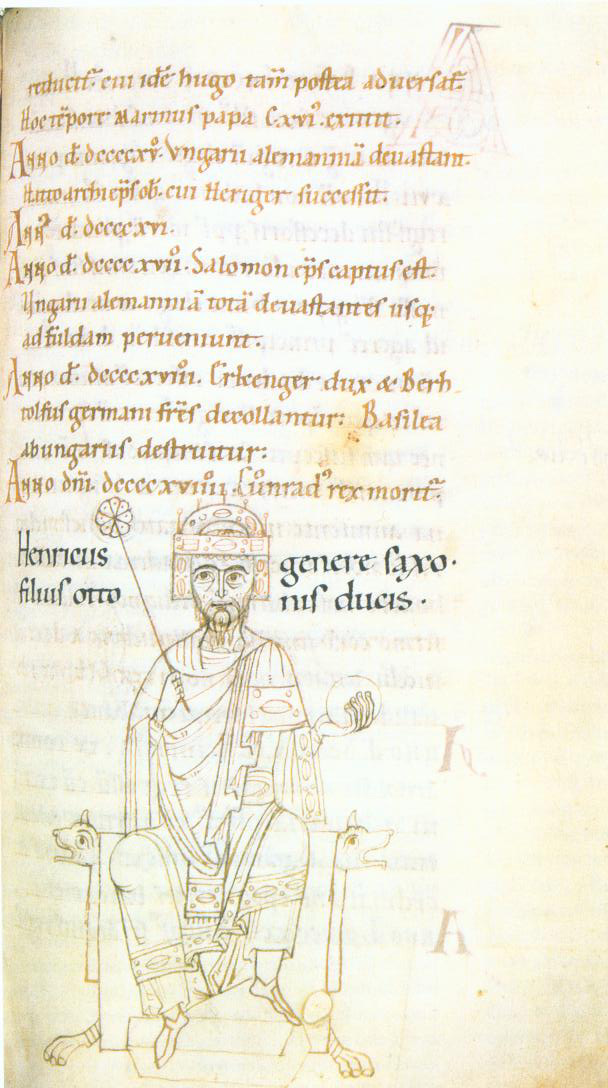
Imagen de Enrique I en la crónica imperial anónima del emperador Enrique V (entre 1112 y 1114)

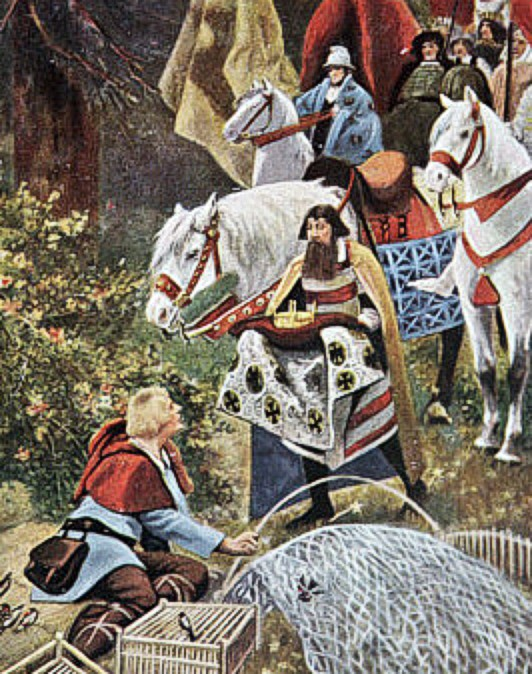
Enrique I recibe la corona real mientras caza con jaulas de pájaros en el bosque (de una pintura de Hugo Vogel de 1900).

Enrique I funda el castillo de Albrechtsburg —el más antiguo de la Europa central— en el año 929.

En sus veinticuatro años de reinado, Enrique abordó con éxito algunos de los problemas más acuciantes que sufría el reino, tales como la consolidación de la institución frente a los grandes y la ampliación de zonas de influencia, con la anexión de Lorena y la intervención en Bohemia. Además llevó a cabo una importante labor de impulso a la colonización, movimiento conocido como "Drang nach Osten", que afectó el norte y este del país y permitió consolidar esas zonas de población frente a las incursiones de húngaros, eslavos y suecos.

## Origen y política matrimonial
La familia de Enrique solo se remonta al abuelo de Enrique, Liudolf, por parte de su padre. Este está documentado varias veces como conde y como tal tenía la tarea de ejercer los derechos reales en un condado concreto, un comitatus. Las fincas de los Liudolfinger estaban ubicadas en las estribaciones occidentales del Harz, en Leine y Nette con Gandersheim, Brunshausen, Grone y posiblemente Dahlum y Anhausen. La familia debía esta riqueza en gran medida a su estrecha conexión con los reyes carolingios del Imperio franco oriental, ya que los antepasados de Liudolf, como partisanos francos, no habían figurado entre los oponentes de Carlomagno en la guerra sajona. Los lugares más importantes de su territorio y centros de la memoria familiar fueron las comunidades de mujeres, que fundaron inicialmente en Brunshausen y, a partir de 881, en la cercana abadía de Gandersheim. Numerosas donaciones y fundaciones atestiguan su estrecha relación con la Abadía de Gandersheim.
Liudolf estaba casado con Oda, la hija de un gran franco. De este matrimonio nacieron, entre otros, los hijos Otto, llamado el Ilustre, y Brun. Posteriormente, Brun se convirtió en jefe de la familia Liudolfinger. Cayó en 880 con un ejército formado principalmente por sajones en la batalla contra los normandos. Las escasas fuentes de finales del siglo IX dicen poco sobre la posición de Otón el Ilustre. Otón se convirtió en circunstancias desconocidas en abad laico del monasterio imperial de Hersfeld y, por lo tanto, ejerció una influencia significativa en esta abadía en la región sajona-franconiana. Otón es el único abad laico acreditado en el Imperio franco oriental, lo que ilustra la importancia de su puesto.  Estaba casado con Hadwig, de la familia francona de los mayores Babenberg. De este matrimonio surgió, entre otros descendientes, Enrique. Existía una relación familiar más estrecha entre Otón el Ilustre y los carolingios Luis el Joven y Arnulfo de Carintia. La hermana de Otto, Liudgard, estaba casada con Luis el Joven. Otón acompañó probablemente a Arnulfo, que provenía de una conexión ilegítima con el rey Carlomán, en un viaje a Italia en 894. En 897, se casaron la hija de Otón, Oda, y el hijo ilegítimo de Arnulfo, Zwentibold.
Incluso durante la vida de Otto se hizo evidente una mayor concentración en Sajonia. A nivel imperial, Otón sólo apareció esporádicamente como interviniente en documentos reales entre 897 y 906. A más tardar en la primavera de 906, le dio a Enrique el mando militar contra los dalemincianos eslavos en los alrededores de Meissen. El resultado de la disputa de Babenberg, que se libró por posiciones de poder entre los principales Babenberg de Franconia y los conradinianos de Franconia, tuvo un impacto en la proximidad de los Grandes al rey. Los conradinianos salieron victoriosos de la disputa y asumieron el papel dominante en la corte real, mientras que los Liudolfinger perdieron su cercanía al rey. Ésta fue la razón de la mayor concentración en Sajonia. Hasta ahora, los Liudolfinger habían intentado contraer matrimonio con miembros del pueblo de Franconia. Poco tiempo después, Enrique logró casarse con Hatheburg, una de las dos hijas del rico noble sajón Erwin von Merseburg, y ampliar así las posesiones de los Liudolfinger. Había serias preocupaciones canónicas sobre este matrimonio, del que nació un hijo, Thankmar, ya que Hatheburg ya se había hecho monja después de su primer matrimonio. Hatheburg fue enviada de regreso al monasterio un poco más tarde, pero Enrique conservó su rica herencia en Merseburg y sus alrededores. En 909, Enrique, de 33 años, se casó en el palacio real de Wallhausen con Matilde, probablemente de sólo 13 años, descendiente del duque sajón Widukind. La abadesa de Herford y la abuela Matilde del mismo nombre dieron su consentimiento. A través del padre de Matilde, Dietrich, un conde de Westfalia, los Liudolfinger pudieron establecer conexiones con las partes occidentales de la entonces Sajonia.

## Batallas contra los húngaros

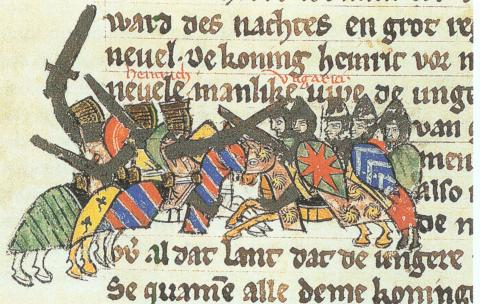
Enrique I lucha contra los húngaros, Crónica mundial sajona, alrededor de 1270. Gotha, Biblioteca estatal y de investigación, Sra. Memb. Yo 90, fol. 85v

Enrique I debió enfrentar durante su reinado la amenaza del Principado húngaro que en 896 había cruzado los montes Cárpatos y ocupado la llanura panónica al este de sus territorios imperiales. Los húngaros llevaban en esa época un estilo de vida pagana y seminómada que consistía en saquear e incendiar aldeas, considerándose a sí mismos descendientes de Atila el huno.
Ante esto, Enrique I tuvo que hacer frente a las razzias de las huestes húngaras que sucedieron en el año 911, cuando habían invadido y saqueado Burgundia. Posteriormente, en 915, los húngaros sitiaron fallidamente la ciudad germánica de Fulda e incendiaron Bremen tras saquearla. En el mismo año de su coronación, en 919, Enrique I y su ejército fueron derrotados por los húngaros en la batalla de Puchen, y le hicieron pagar un tributo durante los siguientes diez años. Así continuó hasta 932, cuando el rey se negaría a pagarlo, y un año más tarde las tropas germánicas vencieron por vez primera a los magiares en la batalla de Merseburgo (933).
Más tarde su hijo Otón I les infligió una derrota mayor a los húngaros en 955 en la batalla de Lechfeld y en 973 en Quedlinburg. Luego de la última se negoció la paz con el Príncipe Géza de Hungría y comenzó el proceso de cristianización y occidentalización de los húngaros, que llegaría a su realización máxima con san Esteban I de Hungría en el año 1000.

## Cristianismo y fortalezas
Durante su reinado, se produjo un gran avance en la evangelización del reino de Bohemia y en el fortalecimiento de las estructuras eclesiásticas, retomando la política carolingia de apoyo a las comunidades monásticas y valiéndose de numerosos hombres de la iglesia en la administración del Estado.
La fortificación de los castillos del sur de Germania y la reorganización de la caballería pesada culminan su obra política, salvada gracias a su insistencia en nombrar sucesor como Rey de Germania a su hijo Otón I el Grande, para evitar la división del reino después de su muerte.

## Plan de sucesión (“reglas de la casa” de 929)
Entradas de nombres del rey Enrique I y su familia del año 929 en el libro de fraternidad de Reichenau. En la segunda columna de la derecha, bajo Heinricus rex está su esposa Mathild[e] reg[ina], luego su hijo mayor Otto I, ya con el título de rey (Otto rex).
Tras la consolidación política y militar de su dominio, Enrique intentó regular su sucesión. Además de Thankmar de su primer matrimonio con Hatheburg, Enrique tuvo con su segunda esposa Matilde sus hijos Otto, Enrique y Brun, así como sus hijas Gerberga y Hadwig. Los principios básicos de su política sucesoria se pueden ver en un documento emitido en 929 para su esposa. El 16 de septiembre de 929, en un día judicial en Quedlinburg, Enrique garantizó a su esposa Matilde, con el consentimiento del Grande, y a su hijo, como su viuda, amplias posesiones en Quedlinburg, Pöhlde, Nordhausen, Grone y Duderstadt. El texto del documento formulado por el rey (D HI, 20) decía: “Hemos considerado oportuno tomar ordenadas precauciones para nuestra casa con la ayuda de Dios” ([…] placuit etiam nobis domum nostram deo opitulante ordinaliter disponere). En dos ensayos de 1960 y 1964, Karl Schmid extrajo del texto del documento unas “reglas de la casa” que fueron muy discutidas en la investigación. Schmid interpretó todas las medidas reconocibles en 929 como partes interrelacionadas de un todo sistemático, en cuya culminación Otón fue designado oficialmente como sucesor del gobierno real en 929. La tesis de Schmid fue ampliamente aceptada en los estudios medievales y recibió pocas críticas. Sin embargo, según investigaciones recientes, los puntos centrales del argumento de Schmid se basan en documentos difíciles que también pueden considerarse falsificaciones. No obstante, aún está pendiente una discusión profesional de estos documentos y declaraciones críticas del texto.
A la vista de una gran cantidad de pruebas, queda claro que la sucesión al trono de Otón el Grande ya estaba en marcha mucho antes de que muriera Enrique. Esto no era en absoluto un hecho, ya que la práctica carolingia consistía en dividir el Imperio entre los hijos legítimos. Al abandonarse esta práctica, se estableció la sucesión individual, la indivisibilidad del reino y del Imperio, que también debían mantener los sucesores de Enrique. Sin embargo, esta medida no puede verse como un signo de la fuerza del gobierno real. Más bien, Enrique se vio obligado a tener en cuenta a los duques: ya no podía dividir el Imperio. 
Otón aparece en las historias ya en 929/930 como rex (rey) y, por tanto, como único heredero del título de rey. En 929, Brun, el hijo menor de Enrique, fue entregado al obispo Balderic de Utrecht para que lo educara para la carrera eclesiástica. También tuvieron lugar probablemente negociaciones en este momento con la familia real inglesa. El rey inglés Aethelstan, que tenía un antepasado, el santo rey Oswald que había caído combatiendo contra los paganos y era uno de los mártires cristianos, envió a sus hermanas Edgith y Edgiva a Sajonia como posibles consortes de Otón, pero quiso someterse a la decisión a Otto. Los esfuerzos de Enrique por vincular su casa con dinastías fuera de su Imperio fueron inusuales en el Imperio franco oriental. Además de la legitimidad adicional a través de la conexión con otra casa gobernante, esto también expresó un fortalecimiento del saxonismo, como los gobernantes ingleses se referían a los sajones que emigraron a la isla en el siglo V.
Una lista de personas en el libro de fraternidad de la Abadía de Reichenau, que se confeccionó después del matrimonio de la hermana de Otón, Gerberga (929), y antes de la boda de Otón con la hija del rey anglosajón, Edgith (929/930), enumera a Otón como rex (rey), al igual que su padre. Ninguno de los otros parientes, ni ningún otro hijo, llevaba este título.  La indexación de la entrada realizada por Karl Schmid en los años 1960 demuestra que las determinaciones oficiales sobre la cuestión de la sucesión se tomaron en 929/930. Al parecer, sólo uno de los hijos, el mayor, ostentaría en el futuro la dignidad real.
El significado especial de los acontecimientos también queda claro en el itinerario del rey. Va más lejos que antes y visita todas las partes de Francia y Saxonia (“Francos y Sajones”). Después de la boda de Otón con Edgith en 930, Enrique presentó al heredero designado al trono en Franconia y Aquisgrán a los grandes de la región respectiva para obtener su consentimiento para la sucesión al trono. Sin embargo, no hay pruebas de la actividad de un gobernante en los años 930 hasta el acceso de Otón al poder en 936. 

## Familia
Enrique murió de un ataque cerebral el 2 de julio de 936 en su palacio en Memleben, uno de sus lugares favoritos. Para entonces, todas las tribus germanas estaban unidas en un solo reino. Enrique I es considerado, por lo tanto, el primer rey alemán y el fundador del Sacro Imperio Romano Germánico. Enrique era hijo de Otón I, duque de Sajonia, y de Hedwige de Franconia.
Enrique se casó dos veces. La primera vez, con Hatheburg de Merseburg, quien le dio un hijo, Thankmar. Su segundo matrimonio fue con Matilde de Ringelheim.
El primer hijo de esta unión, Otón, le sucedió como emperador. Su segundo hijo, Enrique, se convirtió en duque de Baviera. Su tercer hijo, Bruno, fue duque de Lotaringia y arzobispo de Colonia. El hijo de su primer matrimonio, Thankmar, se rebeló contra su medio hermano Otón y murió en la batalla de Eresburg en el año 936. 
Con respecto a sus hijas, Gerberga de Sajonia, luego de la muerte de su primer marido, el duque Gilberto de Lotaringia, se casó con el rey Luis IV de Francia y fue madre del rey Lotario de Francia. Su hija más joven, Hedwige de Sajonia, esposó a Hugo el Grande, duque de Francia y conde de París, y fue la madre de Hugo Capeto, el fundador de la dinastía de los Capetos.